# Valerija L'vovna Auėrbach
Valerija L'vovna Auėrbach (in russo Валерия Львовна Ауэрбах?), detta Lera Auerbach o Averbach, (Čeljabinsk, 21 ottobre 1973) è una compositrice e pianista russa, tra le più famose del panorama musicale mondiale.

## Biografia
Lera Auerbach (in russo: Лера Авербах, nata Valeria Lvovna Averbakh; in russo: Валерия Львовна Авербах; 21 ottobre 1973) è una compositrice, direttrice d'orchestra e pianista austriaca-statunitense nata nell'Unione Sovietica. 
Fa parte del gruppo di compositori della casa editrice musicale Hans Sikorski, che annovera nel suo catalogo Prokof'ev, Šostakovič, Schnittke, Gubajdulina e Kancheli.
La musica di Auerbach è caratterizzata dalla libertà stilistica e dalla giustapposizione del linguaggio musicale tonale e atonale.
Auerbach ha debuttato alla Carnegie Hall di New York nel maggio del 2002 eseguendo la sua Suite per violino, pianoforte e orchestra con Gidon Kremer e la sua "Kremerata Baltica". Da allora, la musica della Auerbach viene presentata alla Carnegie Hall ogni stagione. Nel 2005, Lera Auerbach è stata premiata con il prestigioso premio Hindemith durante il festival musicale dello Schleswig-Holstein in Germania.
Le sue composizioni sono state interpretate, tra gli altri, da Gidon Kremer, dal Royal Danish Ballet, dal Hamburg Ballet, da David Finckel e Wu Han, Vadim Gluzman, dalla Kremerata Baltica e dall'Orchestra Ensemble Kanazawa. Si è anche esibita come pianista solista in palcoscenici prestigiosi quali la Great Hall del Conservatorio di Mosca, l'Opera City di Tokyo, il Lincoln Center di New York, la Herkulessaal di Monaco, la Konzerthaus di Oslo, la Symphony Hall di Chicago e il Kennedy Center di Washington.
Su commissione del Royal Danish Ballet, in occasione del bicentenario di Hans Christian Andersen, Lera Auerbach ha collaborato per la seconda volta con il coreografo John Neumeier. Il balletto che ha composto è un'interpretazione in chiave moderna della classica fiaba La Sirenetta, ed è stato presentato con successo nell'aprile del 2005.
Lera Auerbach ha anche pubblicato lavori di poesia e prosa in lingua russa.